# Vinterpalatset, Norra Bantorget

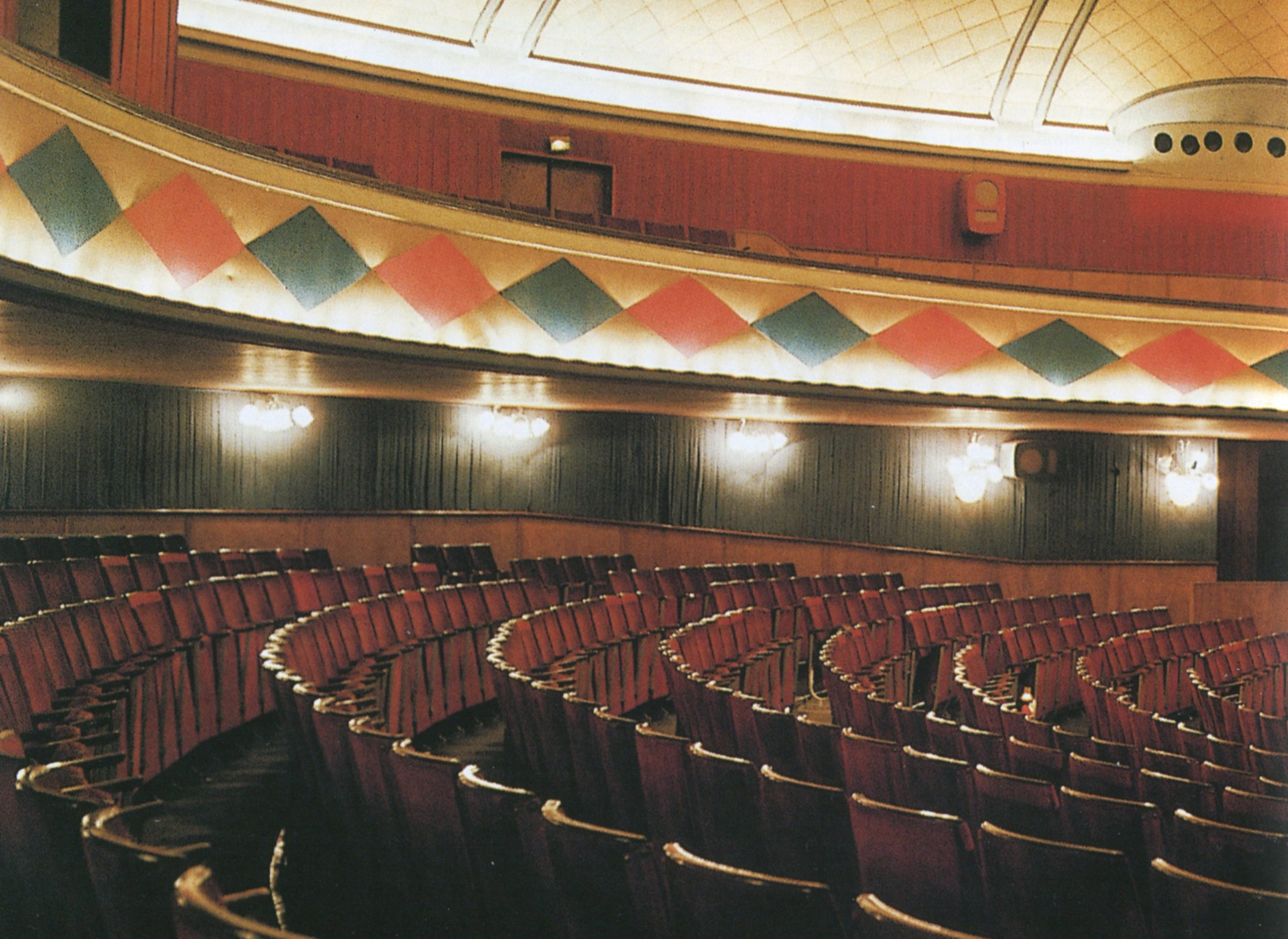
Vinterpalatsets salong på 1960-talet

Vinterpalatset var en biograf och tidigare konsert- och danslokal, belägen vid korsningen av Vasagatan och dåvarande Tunnelgatan vid Norra Bantorgets södra sida i Stockholm, öppnad 1914 under namnet Auditorium.

## Bakgrund
På tomten för Auditorium vid Norra Bantorget låg tidigare en av Klaragasverkets gasklockor (se kvarteret Klockan). I samband med Olympiska sommarspelen 1912 byggdes den då uttjänta klockan om till en rund teatersal genom att man sparade murarna till klockans bassäng som bildade ett stort runt hål. Ovanpå hålet uppfördes ett hotell och gasklockans fundament byggdes om till en konsertsal som fick namnet Auditorium. Det var Stockholms konsertförenings huvudsal fram till 1926, då föreningen flyttade till det nybyggda Konserthuset vid Hötorget. Som biograf öppnade övergångsvis Röda Kvarn (vars lokaler i Sveasalen vid Hamngatan hade rivits) i Auditorium den 16 januari 1914. 

## Vinterpalatset

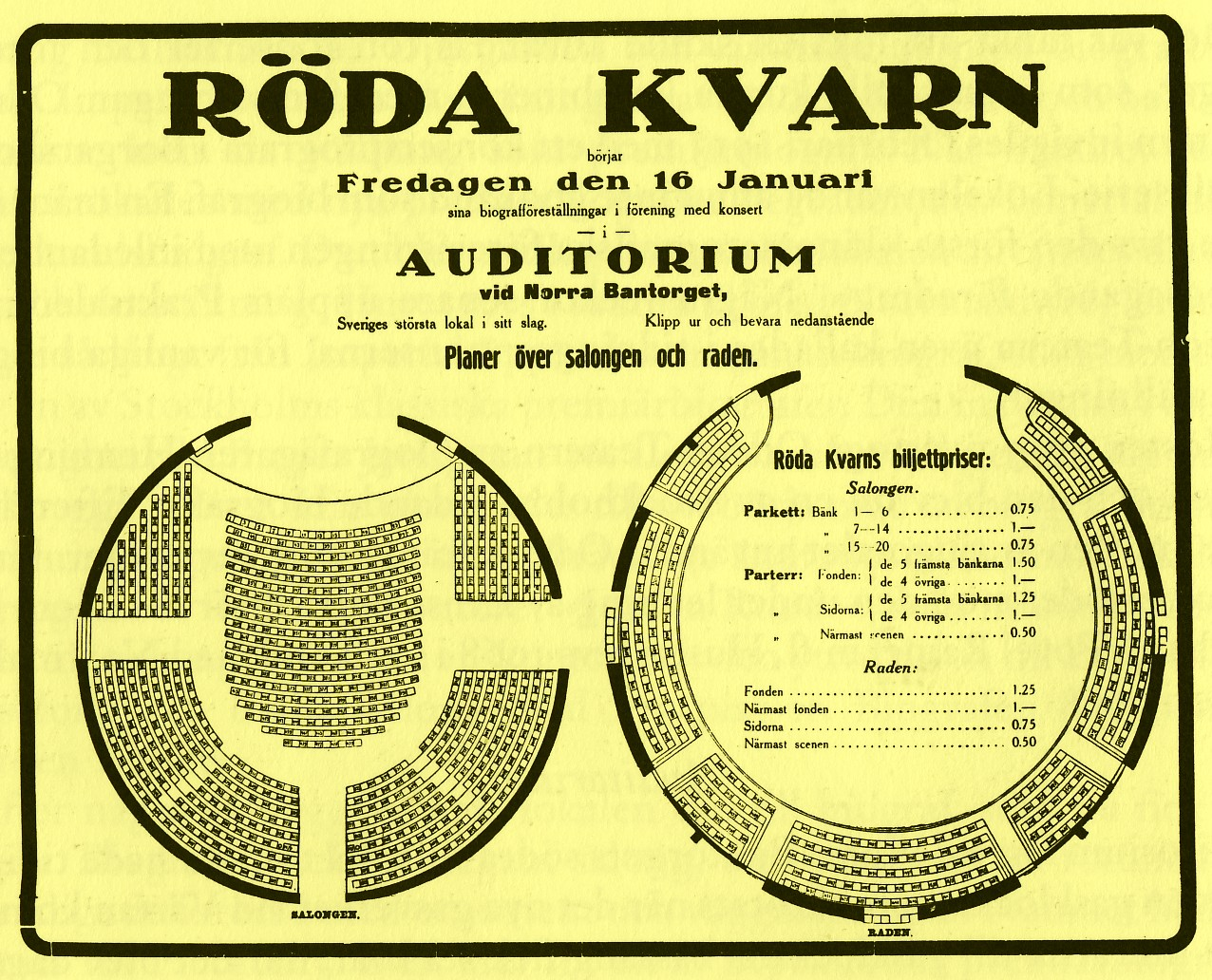
Röda Kvarn i Auditorium, annons i Stockholms-Tidningen 14 januari 1914

Salongen hade gamla gasklockans form, den var cirkelrund med en diameter på 32 meter och hade en rund kupol. Salongen rymde 1 751 sittplatser som var anordnade runt väggarna och i ett mittfält. Förutom filmvisningar och orkesterframträdanden uppfördes även operettföreställningar, bildvisningar och politiska möten.
När konsertverksamheten hade flyttat till Konserthuset, byggdes Auditorium om och till och platsantalet höjdes till 1 952 stycken. I oktober 1940 upphörde biografverksamheten och lokalen användes huvudsakligen för teater och revyer. 1942 ändrades namnet till Vinterpalatset.
År 1943 byggdes Vinterpalatset om till danslokal enligt arkitekt Arvid Klosterborgs ritningar, sedan Carl Nelson hade tagit över palatset. På 1950-talet hade Vinterpalatset ett av Stockholms största dansgolv, ibland spelade två orkestrar för många hundra dansande par. Lokalerna var rikt dekorerade av en av konstnärerna på modet, Pelle Åberg. Hans verk kan också beskådas i Konstnärshuset, på Södra Teatern och Scalateatern, samtliga i Stockholm. Pelle Åberg finns också representerad på bland annat Prins Eugens Waldemarsudde, Stockholms Stadsmuseum och Moderna Museet.
Danspalatset var ett centralt nöjesplats i Stockholm fram till 1958 då Svensk Filmindustri (SF) i samarbete med Carl Nelson byggde om anläggningen till modern biograf med Cinemiracle-teknik. Den runda formen från gasverkets tider visade sig vara idealisk för filmvisningar i Cinemiracle-formatet (cirka 2.6:1). Filmduken liknade ett rundhorisont med mått 20 x 8 meter och filmen visades med tre synkroniserade 35 mm projektorer. Här visades världens första och enda Cinemiracle-film Windjammer för fulla hus i över ett år.
År 1960 modifierades projektorerna till det snarlika Cinerama-formatet (cirka 2.6:1). Alla sju filmerna som har producerats i Cinerama-formatet visades under de följande åren.
År 1964 bytte man teknik till 70 mm film med skifte mellan två projektorer. Formaten var nu Ultra Panavision 70 (2.76:1) och Todd-AO (2.2:1). Vinterpalatset utvecklade sig till en stor turistattraktion, men när färre storbildsfilmer producerades svalnade intresset. 
Fastigheten förvärvades 1977 av LO och den sista föreställningen hölls 31 december 1977, varefter byggnaden revs för ett ge plats åt ett kontorshus.

## Bilder

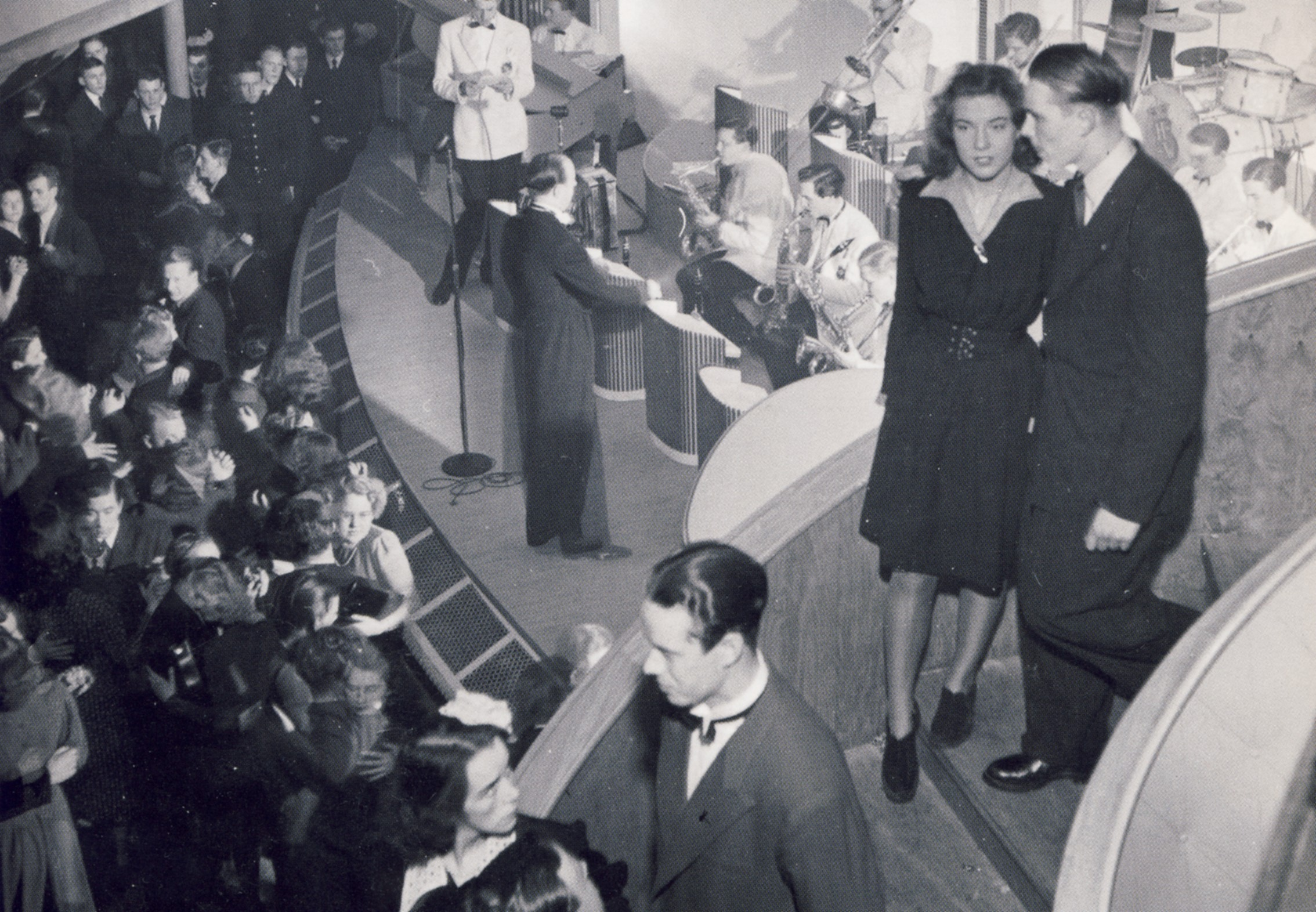
Dans på Vinterpalatset 1944
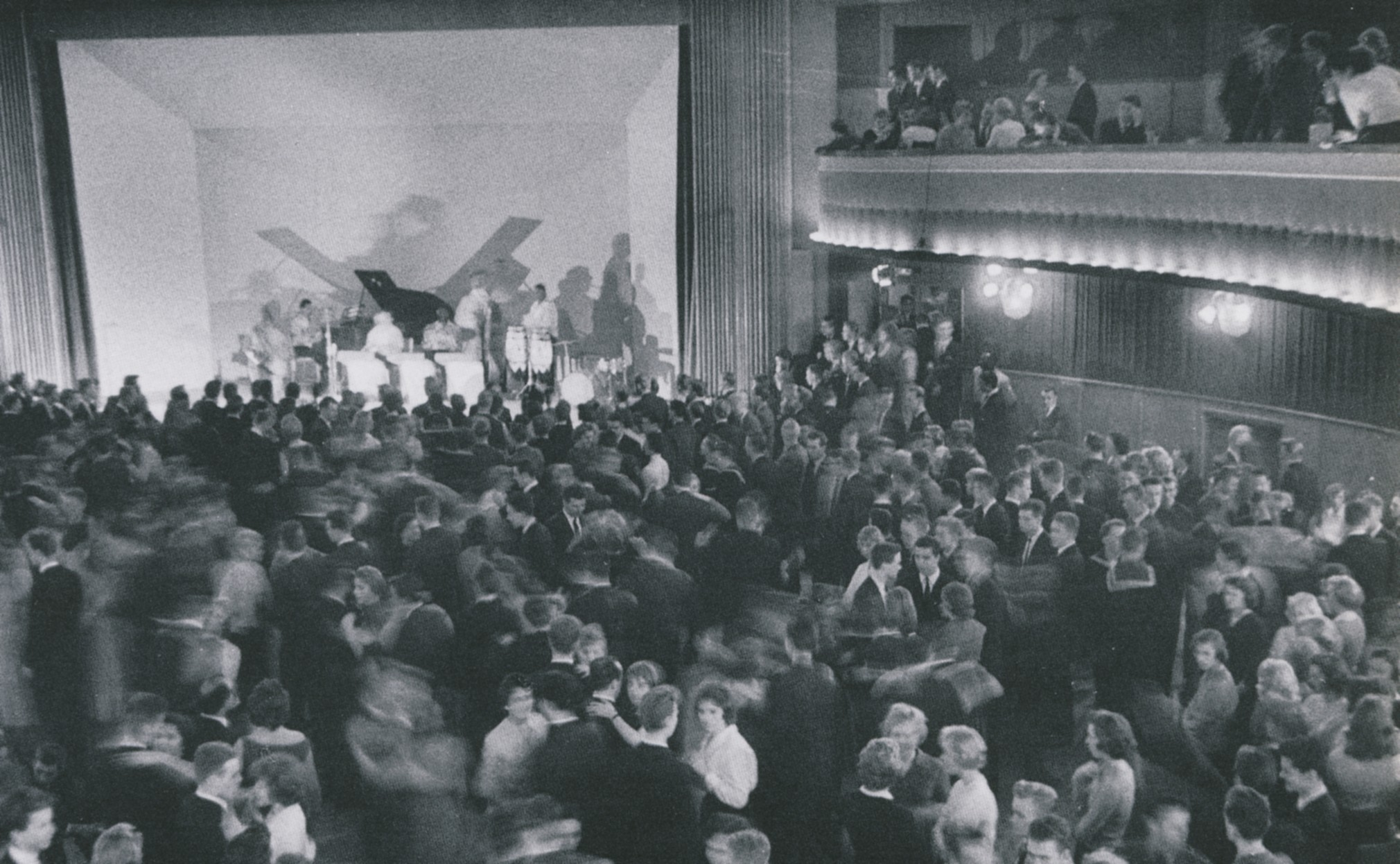
Vinterpalatsets danssalong 1956
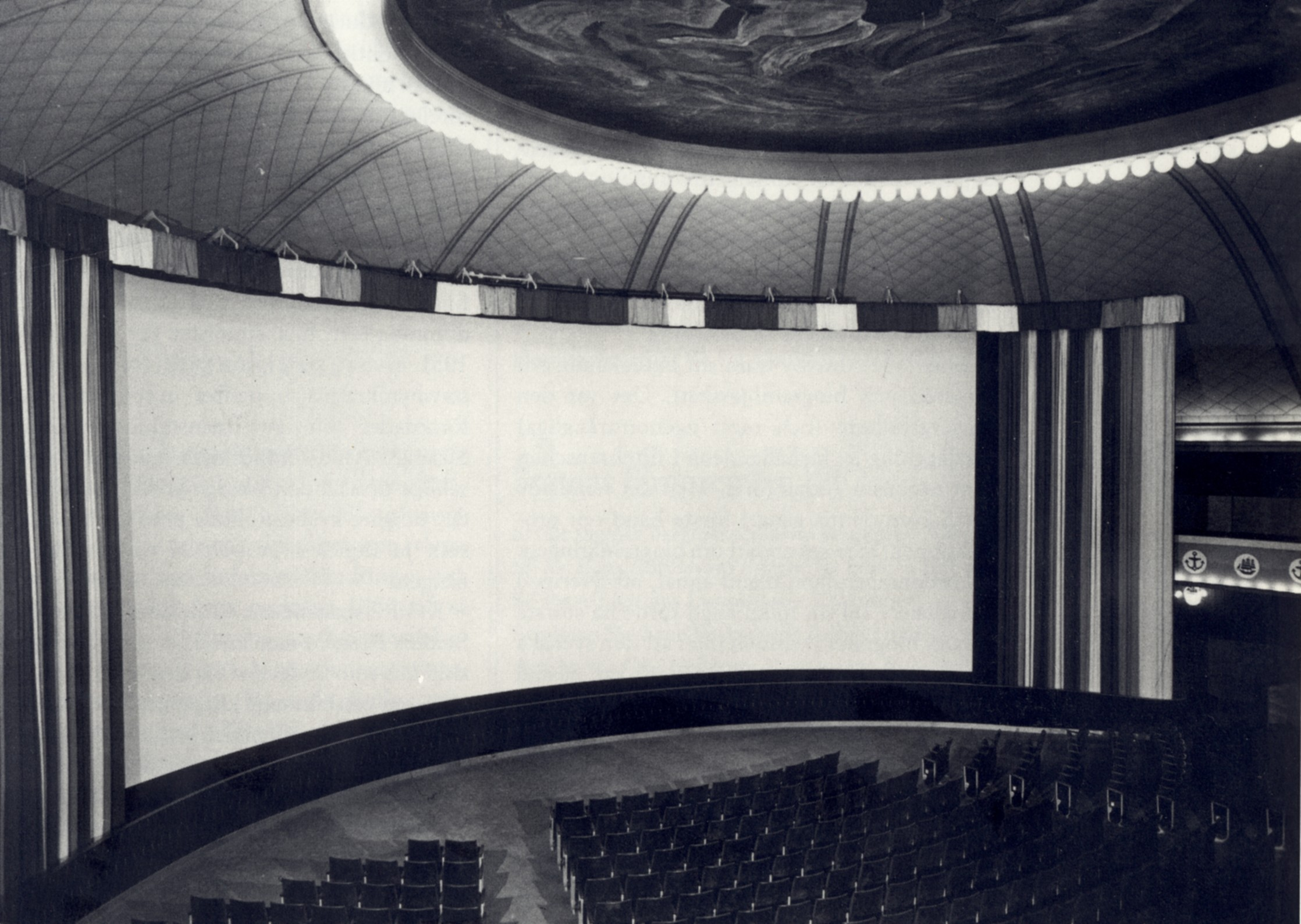
Vinterpalatsets cinerama-duk 1958
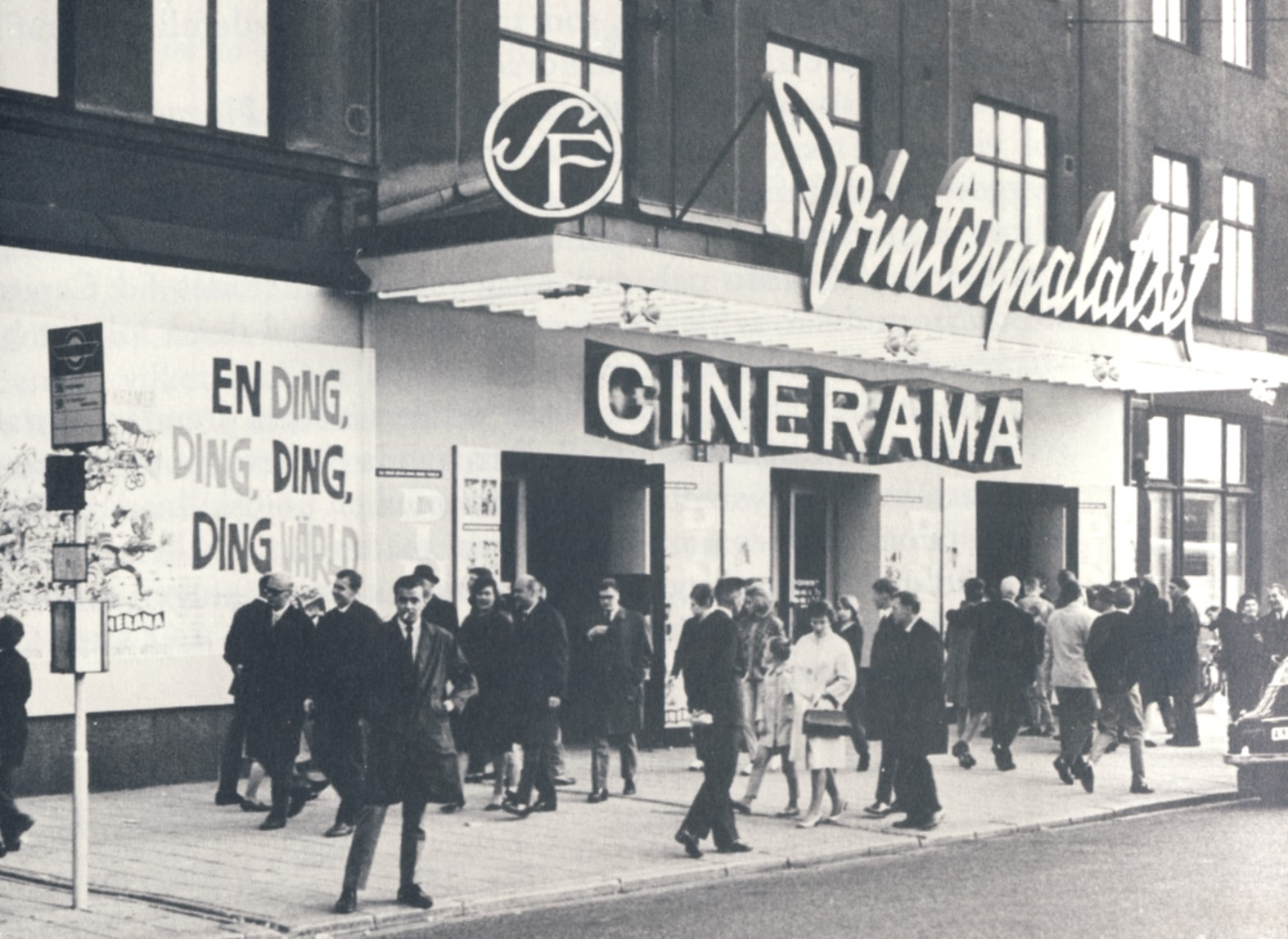
Vinterpalatset med "Cinerama" 1964

### Webbkällor
- Vinterpalatset -- Informativ sida om VP av Stefan Adler, 2000-07-28.
- Orkesterjournalen
- doctrinamorum.se